# Osman Yusuf Kenadid
Osman Yusuf Kenadid ( somali : Cusmaan Yuusuf Keenadiid arabe : عثمان يوسف كينيديد ) né en 1889 et mort le 14 août 1972 est un poète, écrivain, enseignant et dirigeant somalien . Né à El Huur en 1889, il est l'inventeur de l' alphabet Osmanya pour écrire le somali. Il est décédé le 31 août 1972 à Mogadiscio.

## Biographie
Kenadid grandit dans la ville de Galkayo, située dans le centre-nord de l'actuelle Somalie. Il est issu de la famille dirigeante du  comme dirigeant du sultanat d'Hobyo, puisqu'il est le fils du fondateur du régime, le sultan Yusuf Ali Kenadid. Il est également le père de Yasin Osman Kenadid . Kenadid est originaire des clans Osman Mahamuud Majeerteen et Darod.
Également écrivain, Kenadid a publié au cours de sa vie de nombreux ouvrages sur divers sujets liés à l'histoire et à la science somaliennes, notamment des manuels sur la langue somalienne, l'astronomie, la géographie et la philosophie somalienne. Son oeuvre emprunte significativement au vaste et ancien référentiel culturel somalien. Les productions de Kenadid travaillent ainsi à une renaissance de ce riche passé.

### Invention de l'alphabet Osmanya
Au début du XXe siècle, de nombreux jeunes Somaliens pensent qu'il est de la plus haute importance de disposer d'une écriture nationale, mais leur nationalisme était résolument non arabe. Afin d'affirmer leur souveraineté, beaucoup estimaient que la langue somalienne, unique au monde, devait avoir une écriture unique. En réponse à une campagne nationale visant à établir une orthographe standard pour la langue somalienne (qui avait depuis longtemps perdu son ancien script), Kenadid a conçu un alphabet phonétiquement sophistiqué appelé Osmanya pour représenter les sons du somali,.
Cette idée est venue à Kenadid lorsqu'il écrivait des lettres à sa famille avec une écriture arabe qu'il considérait comme inappropriée. En témoignage de cela, une réflexion qu'il se faisait fréquemment « tu es somalien, tu parles somali, pourquoi n'as-tu pas de lettres somaliennes ». Il élabore alors sa propre écriture, qui ne ressemble ni à l'arabe ni au latin, et commence à l'enseigner.
L'Osmanya de Kenadid a ensuite été introduite dans les écoles locales de son sultanat. Lorsque les autorités coloniales italiennes l'apprirent, elles ont immédiatement emprisonné Kenadid à Mogadiscio, en considérant que cet alphabet était une manifestation de nationalisme. Avec l'arrestation de Kenadid, tous les efforts visant à développer une orthographe standard pour la langue somalienne se sont brusquement arrêtés au cours des 25 années suivantes.
L'émergence du sentiment nationaliste à la fin de la Seconde Guerre mondiale – illustrée en particulier la naissance du parti politique Somali Youth League, dont Kenadid était un membre fondateur – a provoqué un regain d’intérêt et d’utilisation de l’écriture Osmanya. Cette renaissance durera jusqu'à ce que le gouvernement du président somalien de l'époque, Mohamed Siad Barre, soit élu unilatéralement en 1972, année de la mort de Kenadid à Mogadiscio, et fasse de l' écriture latine somalie modifiée conçue par Shire Jama Ahmed le système d'écriture officiel du pays.